# بوندورانت (وایومینگ)
بوندورانت(به انگلیسی: Bondurant) شهری در ایالت وایومینگ کشور ایالات متحده آمریکا است که جمعیت آن در سرشماری سال ۲۰۱۰ میلادی، ۹۳ نفر بوده‌است.

## موقعیت جغرافیایی
موقعیت جغرافیایی شهرها و مناطق اطراف به شرح زیر است: